# Urânio enriquecido

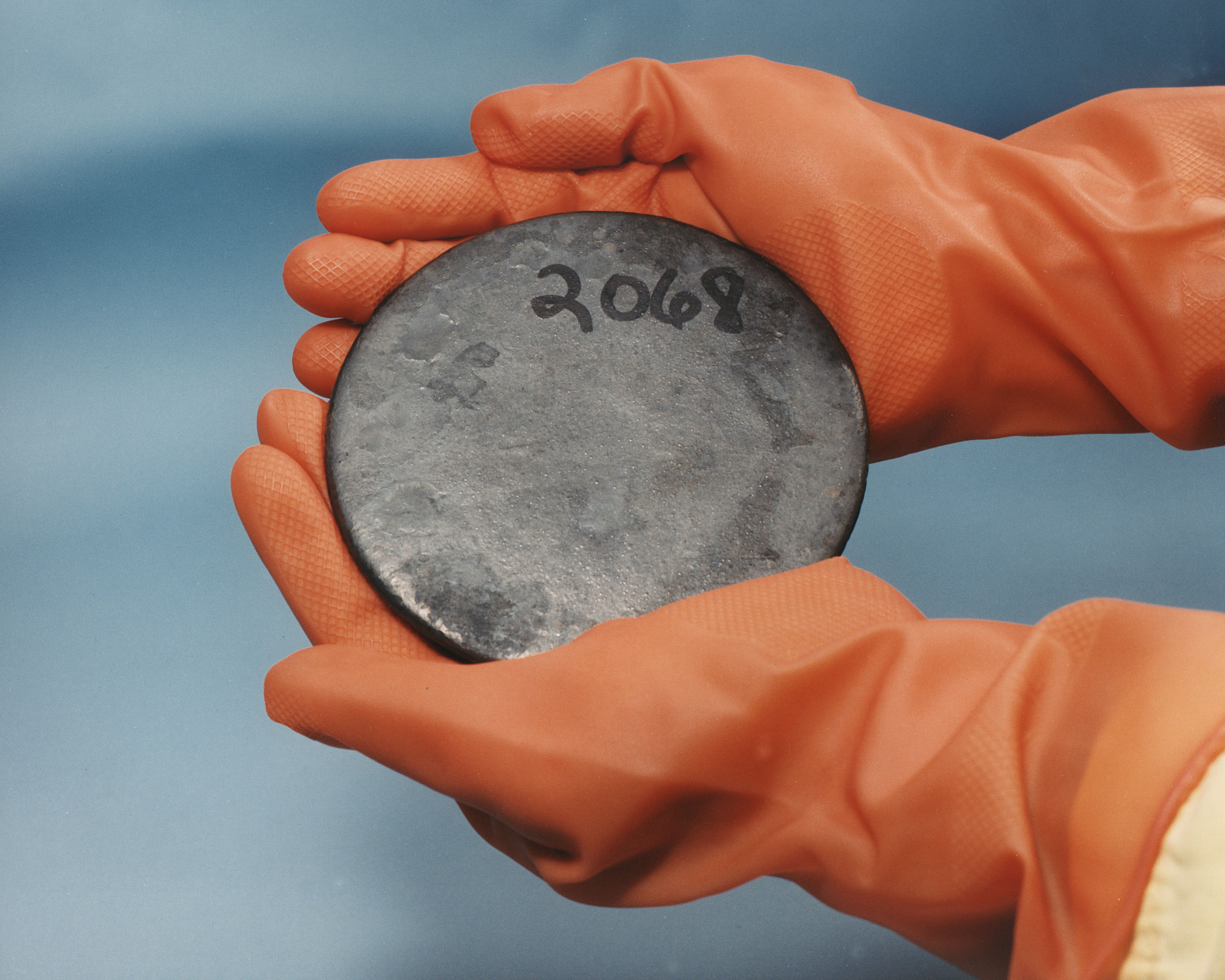
Uma pastilha de urânio altamente enriquecido

Urânio enriquecido é o urânio cujo teor de 235U  (urânio-235) foi aumentado, através de um processo de separação de isótopos. O urânio encontrado na natureza, sob a forma de dióxido de urânio (UO2), contém 99,284% do isótopo 238U; apenas 0,711% do seu peso é representado pelo isótopo 235U. Porém o 235U é o mais facilmente fissionado (físsil) na natureza em proporções significativas.
Para provocar uma reação de fissão nuclear nos reatores de água pressurizada, é preciso dispor de um urânio que contenha entre 3% e 5% do isótopo 235. Ambos os isótopos, 235U e 238U , têm as mesmas propriedades químicas. A única diferença física entre eles são os três nêutrons que explicam uma pequena diferença de massa atômica.
O urânio enriquecido é um componente crítico, tanto para uso civil (geração de energia nuclear), quanto para uso militar (produção de armas nucleares). Compete à Agência Internacional de Energia Atômica (AIEA) monitorizar e controlar a produção segura e o destino do urânio enriquecido para a geração de energia atômica, de modo a evitar a proliferação de armas nucleares.
Acredita-se que os estoques mundiais de U-235 altamente enriquecido estejam na casa das duas mil  toneladas. A maior parte se destina à utilização em dispositivos bélicos e propulsão naval. O restante é usado em reatores experimentais e pesquisas.
O subproduto do enriquecimento do urânio são largas parcelas de urânio empobrecido (DU, do inglês depleted uranium), metal pouco radioativo, 67% mais denso que o chumbo e de utilidades tão diversas como lastro em aviões, blindagens e fabricação de projéteis balísticos. Não há, entretanto, estudos conclusivos acerca da toxicidade do DU.

## Combustível nuclear
O termo combustível nuclear é comumente empregado para designar o material que pode sofrer fissão nuclear. O dióxido de urânio (UO2) é matéria-prima para fabricação do combustível nuclear nos reatores nucleares. Este óxido é muito pobre em urânio físsil (U-235), que pode sofrer fissão nuclear. Apenas 0,7% dos átomos de urânio presentes nesse óxido são (U-235); os 99,3% restantes são de (U-238), não-físsil. Assim, é necessário um novo tratamento para separar o isótopo físsil do isótopo não-físsil. Este tratamento é conhecido como enriquecimento do urânio.
Um dos processos para realizá-lo consiste em transformar o dióxido de urânio no gás hexafluoreto de urânio (UF6) e fazer este gás difundir-se por placas porosas. Com isso, consegue-se separar o (U235F6) do (U238F6).
Em seguida, o gás hexafluoreto de urânio enriquecido volta a ser convertido em dióxido de urânio. Este óxido é o que constituirá finalmente o combustível nuclear.

## Classificação do urânio segundo a taxa de enriquecimento

### Urânio natural
O urânio natural (referido como NU, do inglês, natural uranium) tem um teor de 235U (urânio 235) de 0,71%.

### Urânio fracamente enriquecido
De acordo com a regulamentação internacional, urânio fracamente enriquecido é aquele cujo teor de 235U está entre 0,71% e 20%. Particularmente, é este o caso do urânio destinado ao combustível nuclear das centrais de produção de energia elétrica.
O urânio fracamente enriquecido ou  LEU (do inglês, low-enriched uranium) é tipicamente utilizado a taxas de enriquecimento de 3% a 5% em reatores a água leve, o tipo mais usado no mundo. Reatores de pesquisa requerem taxas de enriquecimento de 12%  a 19.75% - sendo que esta última  concentração  pode, dentro do limite regulamentar, ser utilizada como produto de substituição em reatores inicialmente concebidos para funcionar com urânio altamente enriquecido.

#### Urânio levemente enriquecido
O urânio levemente enriquecido, também referido como SEU (do inglês slightly enriched uranium) é uma sub-categoria de urânio fracamente enriquecido e tem uma concentração de 235U que vai de 0,9% a 2%. Destina-se a substituir o urânio natural como combustível, em certos tipos de reatores que utilizam água pesada, como o reator CANDU. Um ligeiro enriquecimento permite otimizar os custos, por  ser requerida menor quantidade de urânio  para o carregamento. Reduz-se também o consumo de combustível e, posteriormente, o custo  de gestão dos resíduos.

#### Urânio recuperado
O urânio recuperado ou RU (do inglês recovered uranium ) é um tipo de urânio levemente enriquecido que é produzido nos ciclos de reatores a água leve: o combustível nuclear usado contém no final do processo uma proporção de U-235 superior ao teor natural e pode ser usado em reatores que consomem urânio natural ou levemente enriquecido.

### Urânio altamente enriquecido
Quando alcança uma concentração de 235U superior a 20%, o urânio é considerado altamente enriquecido ou HEU (em inglês, Highly enriched uranium), segundo as convenções internacionais.
Essa classe de urânio é usada em certos tipos de reatores de nêutrons rápidos, como os reatores de motorização de porta-aviões, ditos "a propulsão nuclear", que requerem taxas de enriquecimento de 50% a 90%. Já o reator civil Fermi-1 funciona a uma taxa de enriquecimento nominal de 26,5%.
O estoque mundial de urânio altamente enriquecido era da ordem de 2 000 toneladas, em 2000, sendo que a produção total de urânio era de 2 300 000 toneladas.

### Urânio para uso militar

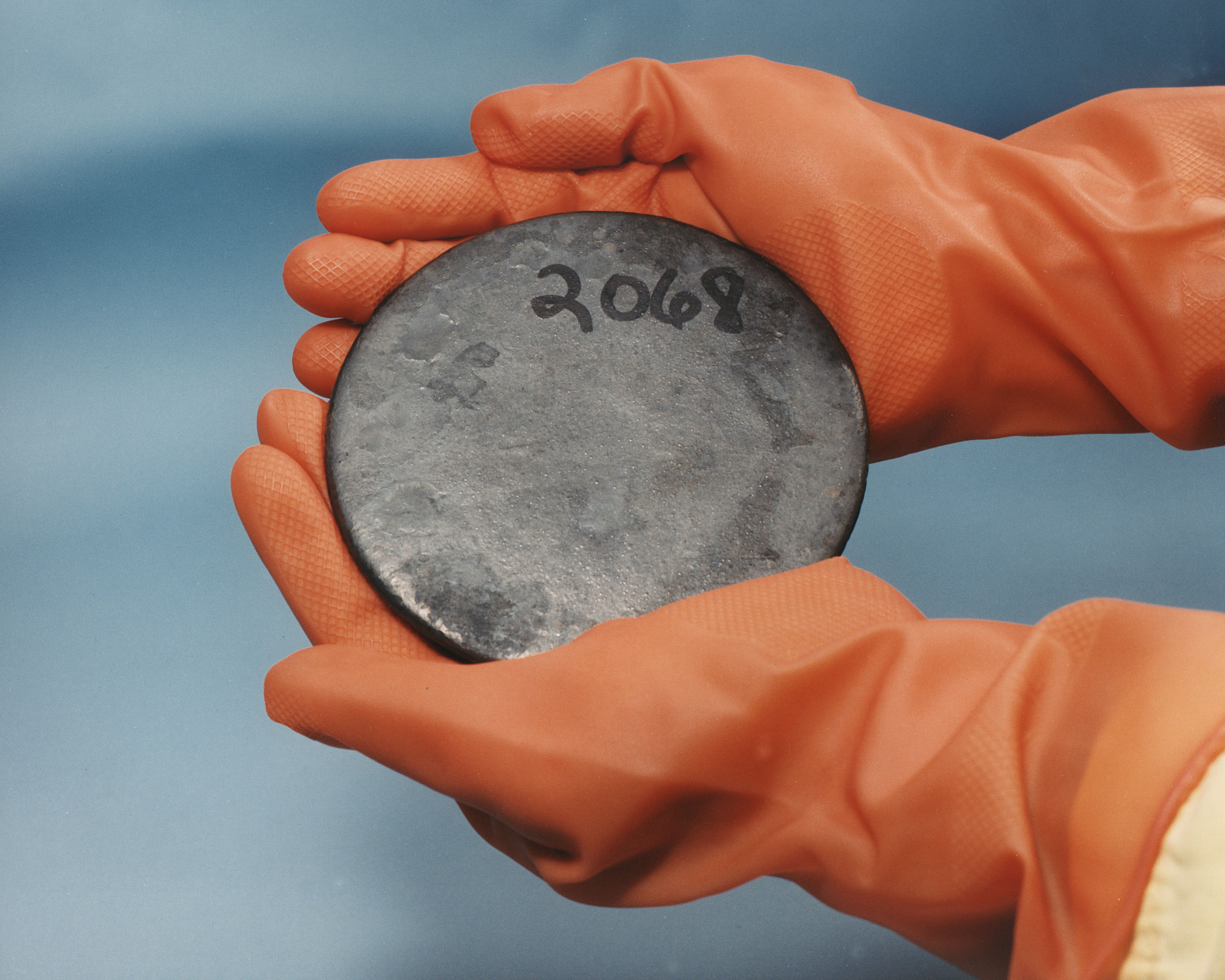
Lingote de urânio para uso militar

Embora o limite fixado pela regulamentação internacional seja de 20%, o teor de isótopo 235 (ou 233) necessário na prática para aplicações militares ultrapassa 85%. O urânio altamente enriquecido a uma taxa de enriquecimento da ordem de 80 a 90%, é dito de qualidade militar, podendo ser usado para fabricar uma arma nuclear.
A massa crítica necessária para um urânio enriquecido a 85% é da ordem de 50 kg. É possível fabricar bombas atômicas com taxas de enriquecimento mais baixas (de 20% ou até menores, segundo alguns autores) mas essa possibilidade é bastante teórica: a massa crítica necessária será tanto maior quanto mais baixa for a taxa de enriquecimento. Quando a taxa de enriquecimento é mais baixa, a presença de 238U inibe a reação em cadeia, o que se soma ao efeito de diluição do 235U. Teoricamente é possível diminuir a massa crítica necessária com refletores a nêutron ou fazendo implodir a carga, mas essas técnicas não são acessíveis na prática, a não ser em países que já tenham experiência suficiente na concepção de armas atômicas.

### Urânio empobrecido
O resíduo de enriquecimento é o urânio empobrecido (DU), cujo teor de 235U é da ordem de  0,2 à 0,3%. O urânio empobrecido é utilizado na fabricação de combustível MOX para reatores de água pressurizada ou reatores de nêutrons rápidos, além de outras aplicações marginais (peças de artilharia, lastros de aeronaves, etc.). A maioria da produção é estocada pois o DU contém um alto teor (mais de 99,3%) de 238U, que é um isótopo fértil, isto é, pode dar origem a outro elemento por meio de reação nuclear induzida, formando o 239Pu (plutônio 239), um isótopo físsil que pode ser empregado em cadeias de reatores regeneradores (breeder reactor).